# Porsche 996
Porsche 996 внутреннее обозначение модели Porsche 911, производился и продавался в период между 1998 и 2006 годами. С тех пор он был заменен поколением 997.

## История
На Франкфуртском автосалоне 1997 года был представлен первый за его 34-летнюю историю совершенно новый Porsche 911, спроектированный с чистого листа. Новый автомобиль больше, просторнее, быстрее, экономичнее, экологичнее и при этом дороже предшественника всего на два процента. Самое важное: 996 сохранила узнаваемые черты 911-го и неподражаемый звук его двигателя. Хотя его оппозитный шестицилиндровый мотор теперь имеет не воздушное охлаждение, как раньше, а водяное.
Мотор нового Porsche 911, как и двигатель дебютировавшего год назад родстера Boxster, имеет водяное охлаждение. Он по-прежнему представляет собой классическую горизонтальную оппозитную короткоходную «шестерку». Отличный баланс сил инерции деталей кривошипно-шатунного механизма, отменная живость мотора «на верхах», минимум вибраций, низкий центр тяжести силового агрегата. Сохранили даже расстояние между цилиндрами.

## Модификации

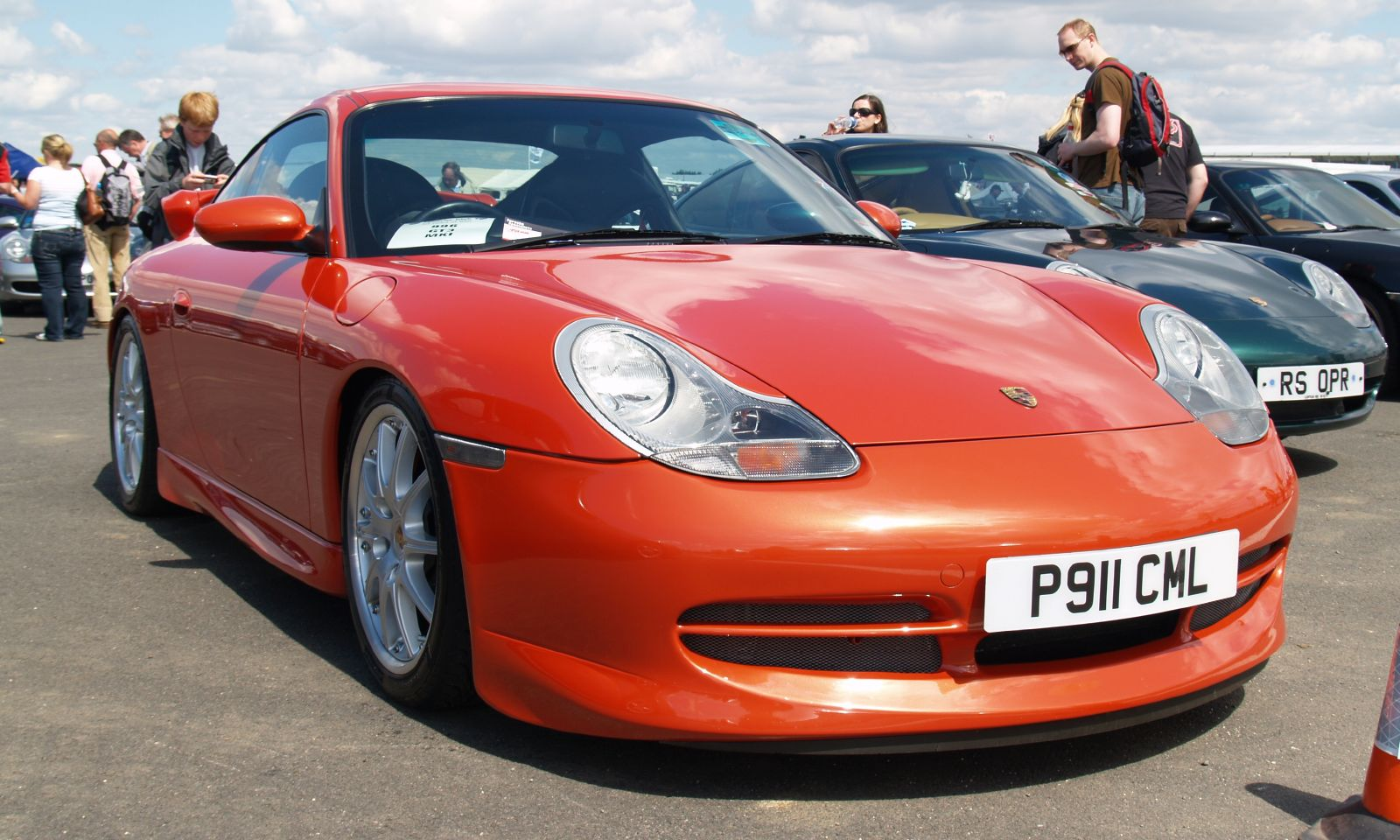
996 GT3 (1999)

Платформа 996 была использована в качестве основы для двух лёгких вариантов GT, GT2. GT3 была основана на стандартных 996 Carrera, но была лишена очень многого оборудования для снижения веса. В ней использовалась регулируемая подвеска и усиленные тормоза, и кузов из четырёх полноприводных версий, в которых были включены дополнительные рамы жёсткости. Он был изготовлен в двух вариантах.
 В первом, как правило, называют Mk.I GT3, который был выпущен в 1999 году на всех рынках, кроме Северной Америки. В ней использовалась оппозитная атмосферная шестёрка объёмом 3,6 литра, на 360 л. с. (270 кВт). Безнаддувный агрегат был сделан на основе турбомотора от гоночной модификации 911 996 GT1.
 Вариант Mk.II GT3 был основан на втором поколении 996, и показывал обновлённую аэродинамику и более мощные версии 3,6-литровых двигателей от Mk.I, и теперь вырабатывает 381 л. с. (280 кВт). Mk.II был первым GT3 продаваемым в Северной Америке. В 2004 тестировался Mk.II GT3, автомобиль который разгоняется от 0 до 60 миль/ч (97 км/ч) за 4,0 секунды, и показал 1,03g (поперечное ускорение) на skidpad (большой круглый полигон для тестирования управляемости автомобиля), второй по величине показатель для когда-либо зарегистрированных дорожных автомобилей.

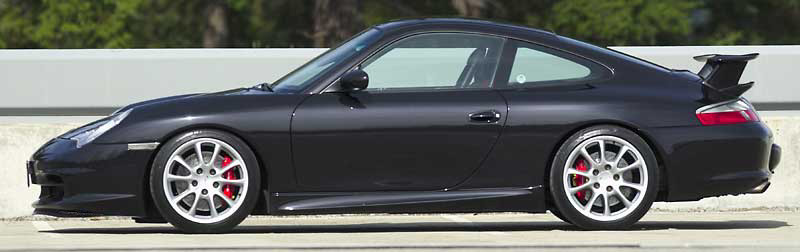
996 GT3 (2003)

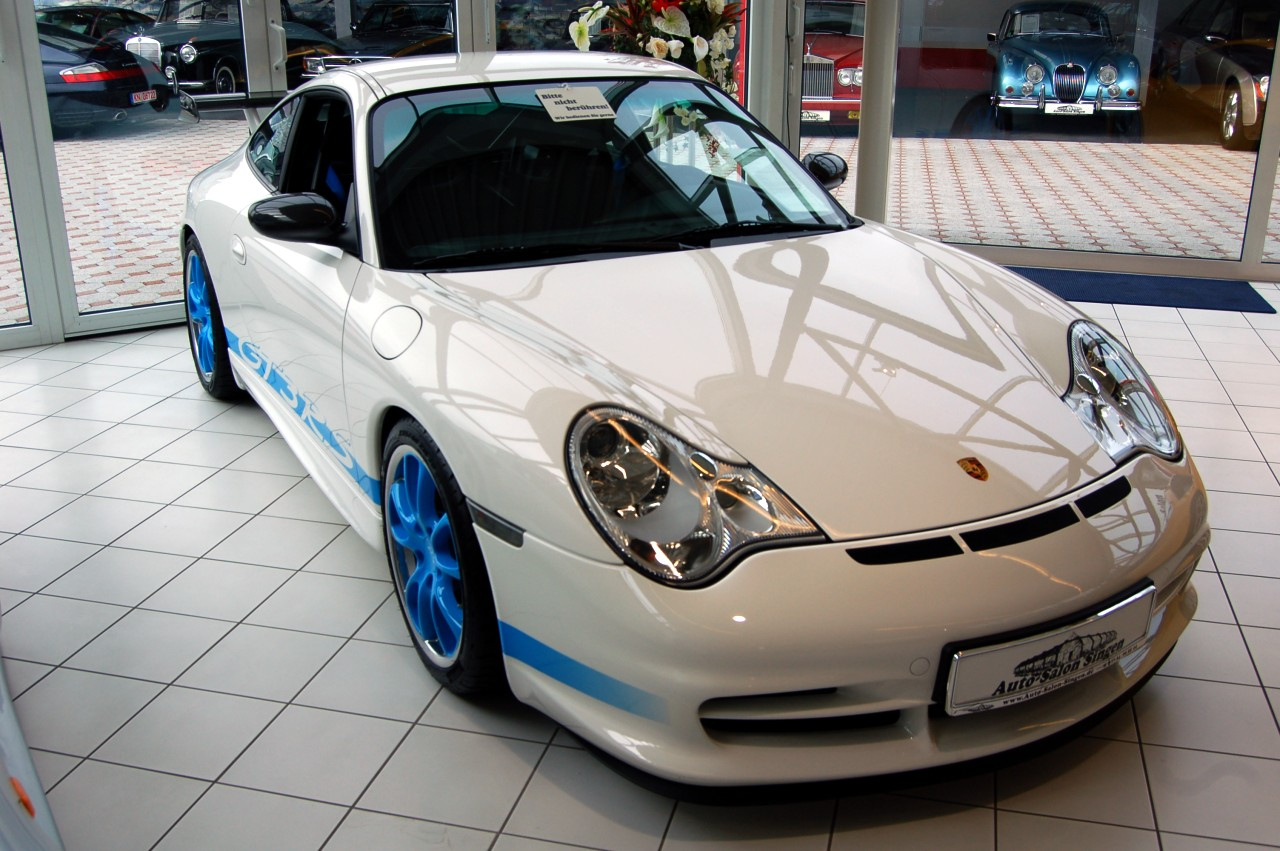
996 GT3 RS (2003)

Кроме того, в его коллеге, GT2, был RWD, это решение использовалось для того чтобы сохранить вес и избежать потери мощности через трансмиссию. В него добавили обновлённые аэродинамические элементы, а также доработали версии 996 3,6 литра Turbo. Благодаря большим турбокомпрессорам и интеркулерам, пересмотренным впускной и выпускной системам, а также перепрограммированной системе обеспечения управления двигателем был достигнут превосходный результат. Теперь машина набирает скорость от 0 до 60 миль/ч (97 км/ч) за 3,9 секунды и имеет максимальную скорость 198 миль/ч (319 км/ч). Большие колеса и шины, а также лёгкие керамические тормоза являются стандартными. Фиксированные задние крылья в GT2 из углепластика, так как в гоночных соревнованиях были правила касательно аэродинамики. Также не было задних сидений и отсутствовал кондиционер. Обе машины были доступны только с шестиступенчатой механической коробкой передач.
В моделях Turbo, GT2 и GT3 используется алюминиевый картер с воздушным охлаждением, Porsche 911 с его легендарной системой сухой смазки картера. Шесть отдельных цилиндров и водяная система охлаждения использовалась в 996 Carrera. Этот двигатель очень похож на тот на котором Dauer Porsche 962 и Porsche GT добились победы на Ле-Мане.

### 996 GT1
В 1997 году немецкая компания Porsche разработала дорожную версию гоночного суперкара под обозначением 996 GT1 на базе Porsche 993 GT1. Кузов сделан из стратегических материалов стоимостью один миллион долларов США. В начале 1995 года на европейских гоночных трассах появился McLaren F1 GTR с двигателем V12 от BMW. Практически в стандартном варианте этот автомобиль не встретил никакого сопротивления более именитых соперников и даже легко выиграл 24-часовую гонку в Ле-Мане. Для конкуренции с McLaren, инженерам из Штутгарта предстояло создать автомобиль с лучшими характеристиками. Компания надеялась продать 30 автомобилей по миллиону долларов каждый.

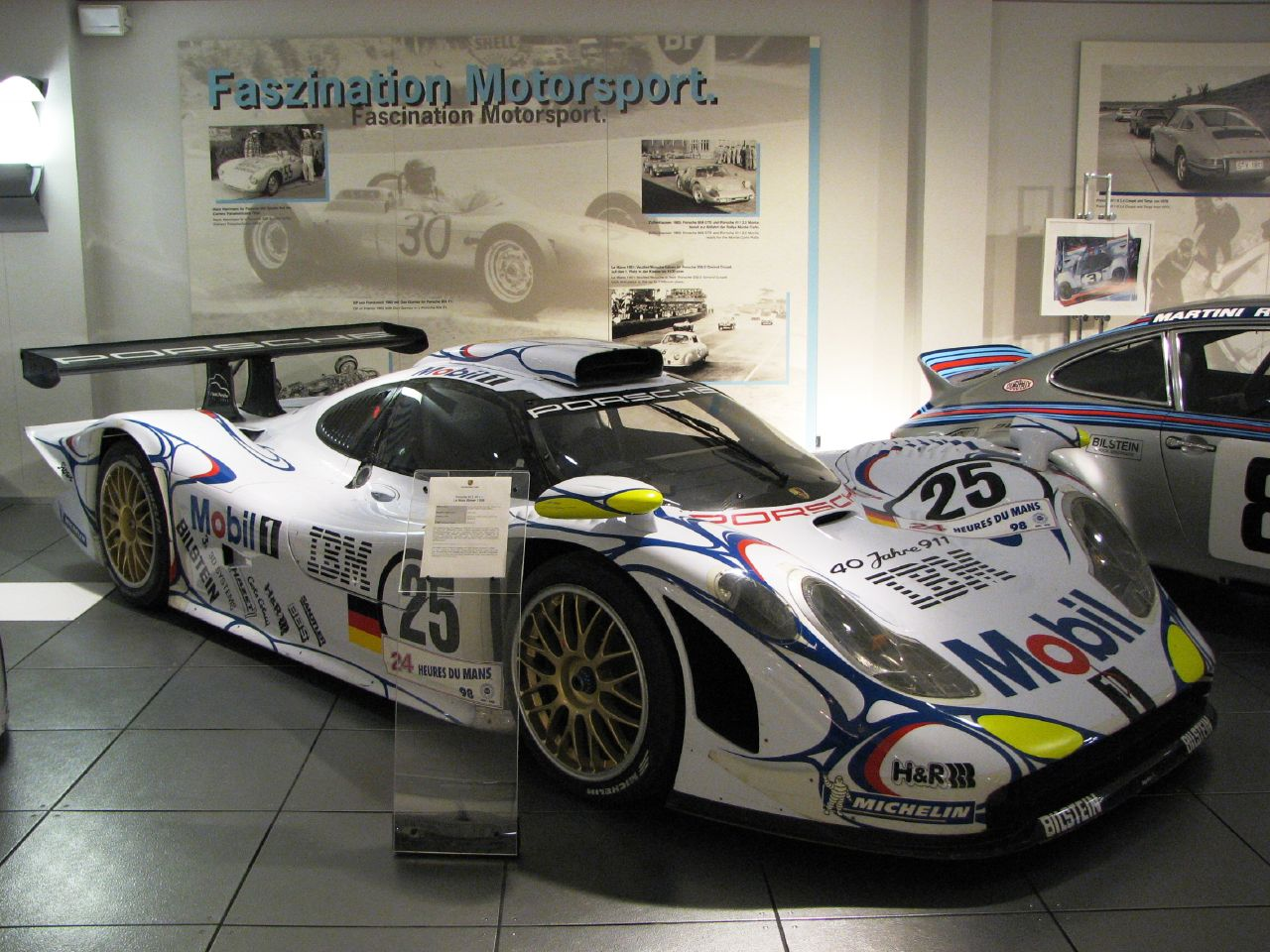
Porsche 996 GT1 (он же Porsche 911 GT1-98) в заводском музее компании Porsche

## Некоторые известные экземпляры

### «Тачки»

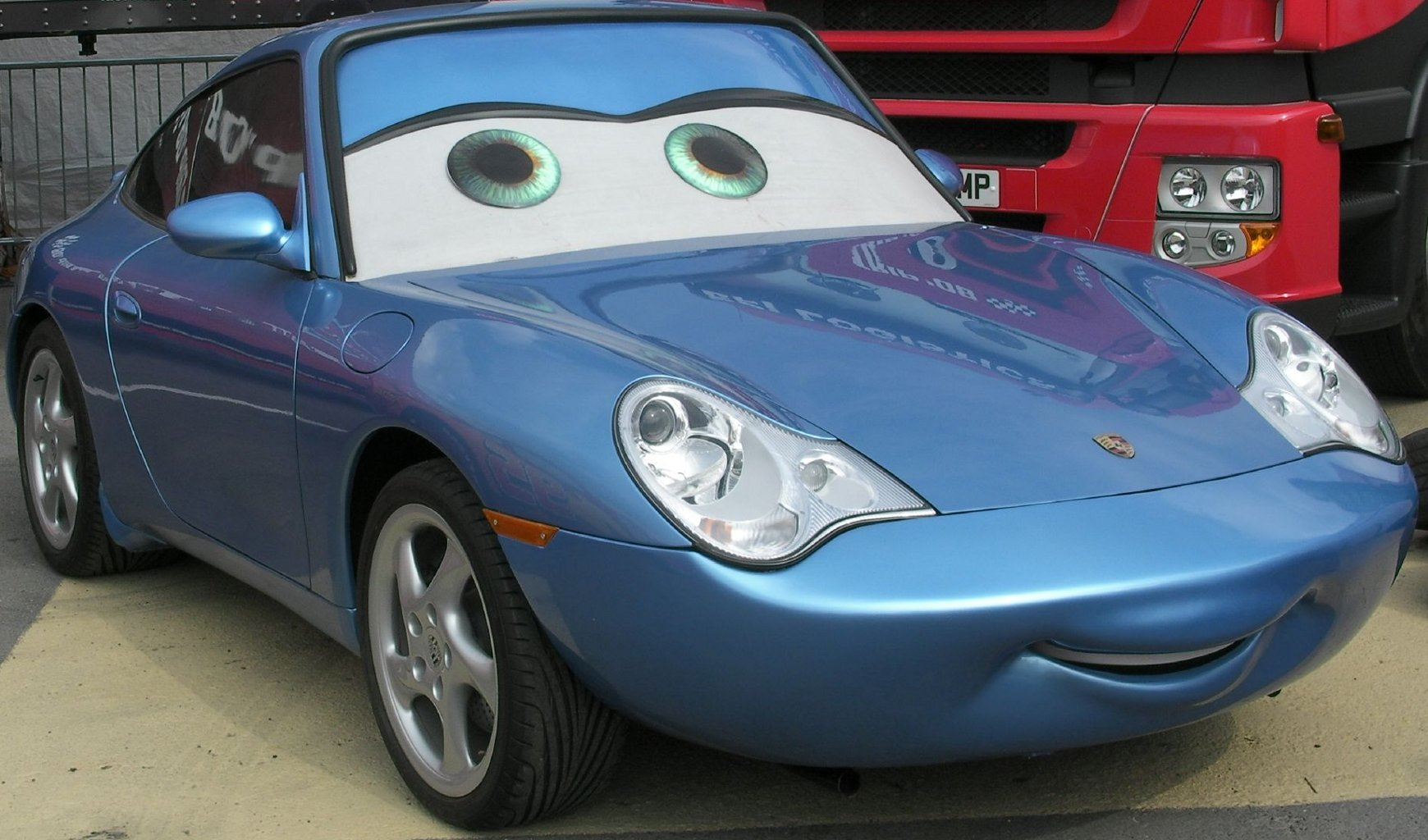
Porsche 996, выполненный а-ля Салли Каррера

Голливудский художник-кастомайзер Эдди Пол во время рекламной кампании перед выходом мультфильма Pixar «Тачки» создал модифицированный Porsche 996 Carrera в образе одной из героинь мультфильма — Салли Каррера. Этот автомобиль синего цвета, внешне очень сильно напоминавший 2002 Carrera, был создан на укороченной колёсной базе, а его ветровое стекло было установлено под чуть бо́льшим углом, чтобы потом с помощью компьютерной анимации на машине можно было бы разместить глаза героини; на бампере был стилизованный рот. Автомобиль находится в музее Porsche в Штутгарте.

### Полицейский экземпляр
В 2007 году автомобиль 2001 года выпуска был остановлен полицией города Гувер (штат Алабама), а в ходе обыска полицейские обнаружили 10 кг кокаина, спрятанные в машине. Автомобиль был не только конфискован, но и официально стал транспортным средством полиции, для чего его перекрасили в соответствующие цвета (в синий цвет были выкрашены оба крыла), а также установили новые фары и проблесковый маячок. Автомобиль получил статус служебного транспорта в 2009 году и позже неоднократно появлялся на разных публичных мероприятиях.

## В играх
Автомобиль Porsche 996 представлен в игре Need For Speed: Porsche Unleashed в пяти вариантах: 911 Carrera 3.4 Cabriolet (996), 911 Carrera 3.4 Coupé (996), 911 Carrera 4 Cabriolet (996), 911 Carrera 4 Coupé (996) и 911 Turbo (996). Для последнего варианта доступны два типа раскраски: оригинальная (автомобиль с такой окраской может быть выигран в режиме «Заводской водитель») и заводская.